# Fundulopanchax
Fundulopanchax là một chi cá Killi sinh sống ở các hồ và suối nước ngọt gần duyên hải ở Tây Phi. Tất cả các loài này trước đây được xếp vào chi Aphyosemion, với ngoại lệ Fundulopanchax avichang, F. gresensi và F. kamdemi, mà được mô tả khoa học sau khi điều chỉnh lớn phân loại Aphyosemion.

## Các loài
Hiện có 26 loài được công nhận trong chi:
- Fundulopanchax amieti (Radda, 1976) (Amiet's lyretail)
- Fundulopanchax arnoldi (Boulenger, 1908) (Arnold's killi)
- Fundulopanchax avichang Malumbres & Castelo, 2001
- Fundulopanchax cinnamomeus (Clausen, 1963) (cinnamon killi)
- Fundulopanchax deltaensis (Radda, 1976) (Delta killi)
- Fundulopanchax fallax (C. G. E. Ahl, 1935) (Kribi killi)
- Fundulopanchax filamentosus Meinken, 1933 (plumed lyretail)
- Fundulopanchax gardneri (Boulenger, 1911)
  - Fundulopanchax gardneri gardneri (Boulenger, 1911) (blue lyretail)
  - Fundulopanchax gardneri lacustris (Langton, 1974) (Ejagham killi)
  - Fundulopanchax gardneri mamfensis (Radda, 1974) (Mamfe killi)
  - Fundulopanchax gardneri nigerianus (Clausen, 1963) (Nigerian killi)
- Fundulopanchax gresensi Berkenkamp, 2003
- Fundulopanchax gularis (Boulenger, 1902) (gulare)
- Fundulopanchax intermittens (Radda, 1974)
- Fundulopanchax kamdemi Akum, Sonnenberg, Van der Zee & Wildekamp, 2007
- Fundulopanchax marmoratus (Radda, 1973) (marbled lyretail)
- Fundulopanchax mirabilis (Radda, 1970)
- Fundulopanchax moensis (Radda, 1970)
- Fundulopanchax ndianus (Scheel, 1968)
- Fundulopanchax oeseri (H. Schmidt, 1928)
- Fundulopanchax powelli Van der Zee & Wildekamp, 1994
- Fundulopanchax puerzli (Radda & Scheel, 1974)
- Fundulopanchax robertsoni (Radda & Scheel, 1974)
- Fundulopanchax rubrolabialis (Radda, 1973)
- Fundulopanchax scheeli (Radda, 1970)
- Fundulopanchax sjostedti (Lönnberg, 1895) (blue gularis)
- Fundulopanchax spoorenbergi (Berkenkamp, 1976)
- Fundulopanchax traudeae (Radda, 1971)
- Fundulopanchax walkeri (Boulenger, 1911)